# مال‌کارا
مال‌کارا (به ترکی استانبولی: Malkara) شهری است در کشور ترکیه که در استان تکیرداغ واقع شده‌است. جمعیت این شهر بر اساس سرشماری سال ۲۰۰۸ میلادی ۲۷٬۹۹۷ نفر و بر اساس برآوردهای سال ۲۰۰۹ میلادی ۲۸٬۵۷۸ نفر می‌باشد.
{Flag|NATO}